# Bghaghza
Bghaghza (franska: Bghaghza (CR), Bghaghza (Commune Rurale), arabiska: مركز دار بني قريش) är en kommun i Marocko.   Den ligger i provinsen Tétouan och regionen Tanger-Tétouan-Al Hoceïma, i den norra delen av landet, 200 km nordost om huvudstaden Rabat. Antalet invånare är 6 457.